# Existenzlohn
Als Existenzlohn, englisch "living wage", wird ein Familieneinkommen bzw. ein Lohn in der Höhe verstanden, die nicht das bloße physische Überleben, sondern die Existenz einschließlich sozialer und kultureller Teilhabe sichert. 
Der Existenzlohn ist begrifflich unterschieden vom Mindestlohn, da dieser eine gesetzliche Lohnuntergrenze formuliert. Existenzlohn und Mindestlohn können in der Höhe zusammenfallen.

## Begriff
Der Begriff Existenzlohn stammt aus der Lehre der Physiokratie. Der Lohn des (Land)arbeiters orientiere sich als Existenzlohn an dessen Reproduktionskosten, der verbleibende Mehrwert ist die Grundrente. Im 19. Jahrhundert wurde diese Vorstellung als Ehernes Lohngesetz weiterentwickelt. Danach erhält der Proletarier im Kapitalismus lediglich den Existenzlohn. Der restliche Mehrwert gehe als Gewinn an die Kapitalisten.

## Geschichte
Die Geschichte eines Existenzlohns geht bis auf Adam Smith zurück. Nach einigen Interpreten vertrete Smith die Position, dass diejenigen, die arbeiten, einen angemessenen Betrag für die von ihnen geleistete Arbeit erhalten sollten, dass dieser über die bloße Subsistenz hinausgehe und dass aus derartigen Löhnen neben Gerechtigkeit und sozialem Zusammenhalt auch wirtschaftliches Wachstum entstehe.
Verschiedene (meist marxistische) Theoretiker formulierten Verelendungstheorien, nach denen sich der Lohn im Kapitalismus systematisch dem Existenzminimum annähern würde. Diese bestätigte sich jedoch nicht. So ist die Lohnquote, von kleineren Schwankungen abgesehen, bis in die 1970er Jahre gestiegen, auf bis zu 70 %. Generell erreichte die Lohnquote in den OECD-Ländern zwischen 1974 und 1981 jedoch ihren Höhepunkt und nahm seitdem gegenüber Unternehmensgewinnen wieder ab, insbesondere in Europa und Japan, liegt aber weiter deutlich über dem Stand im Frühkapitalismus.

## Aktuelle Situation
In vielen Schwellen- und Entwicklungsländern sind die gesetzlichen Mindestlöhne, falls sie existieren, so tief angelegt, dass die Existenz von Angestellten und ihren Familien nicht sichergestellt werden kann. In großen Textil-Produktionsländern wie Bangladesch oder auf den Philippinen ist dies z. B. der Fall. Gewerkschaften und NGOs fordern seit langem, dass die Markenfirmen einen Existenzlohn bezahlen und sich nicht nur auf den gesetzlichen Mindestlohn oder auf den industrieüblichen Lohn berufen.
Auch in Industriestaaten kann das Erwerbseinkommen unter dem Existenzminimum liegen. In den USA spricht man von den Working poor. In Deutschland wird in diesem Fall das Einkommen mindestens auf die Höhe des soziokulturellen Existenzminimums aufgestockt.
Die genaue Definition, wie viel Geld es für ein würdiges Leben braucht, ist politisch und fachlich umstritten. Siehe hierzu Existenzminimum. Die europäische Sozialcharta setzt das angemessene Mindestentgelt bei 68 % des jeweiligen, nationalen Durchschnittslohns an. Für Deutschland beträgt der durchschnittliche Stundenlohn für 2013 15,89 € (brutto), das angemessene Entgelt pro Stunde liegt entsprechend bei 10,80 € (brutto).